# Onzo
Onzo é uma comuna italiana da região da Ligúria, província de Savona, com cerca de 223 habitantes. Estende-se por uma área de 8 km², tendo uma densidade populacional de 28 hab/km². Faz fronteira com Aquila di Arroscia (IM), Casanova Lerrone, Castelbianco, Nasino, Ortovero, Ranzo (IM), Vendone.

## Demografia
| Variação demográfica do município entre 1861 e 2011                               |
|                                                                                   |
| Fonte: Istituto Nazionale di Statistica (ISTAT) - Elaboração gráfica da Wikipedia |